# Kellen Gulley
Kellen Gulley (Clinton, 6 april 1994) is een Amerikaans voetballer die bij voorkeur als aanvaller speelt. Hij verruilde in 2014 Chicago Fire voor Atlanta Silverbacks.

## Clubcarrière
Op 11 augustus 2011 werd bekendgemaakt dat Gulley een 'homegrown' contract had getekend bij Chicago Fire. Daarmee werd hij de tweede speler in de clubgeschiedenis die een 'homegrown' contract tekende. Op 14 september 2011 speelde hij voor het eerste elftal van Chicago Fire in een vriendschappelijke wedstrijd tegen het Mexicaanse Club Deportivo Guadalajara. Zijn officiële debuut voor het team moet hij echter nog maken. Op 1 april 2013 werd hij uitgeleend aan de Atlanta Silverbacks uit de NASL, het tweede niveau in Amerika. Hij maakte zijn competitiedebuut voor de Silverbacks op 24 mei 2013 tegen de San Antonio Scorpions. Op 20 februari 2014 werd hij van zijn contract bij Chicago ontbonden. Vervolgens keerde hij op 7 juli 2014 definitief terug bij de Atlanta Silverbacks.